# Jeremy King
Jeremy King (* 21. března 1963, Rochester, USA) je americký historik, profesor na Mount Holyoke College, kde vyučuje také mezinárodní vztahy.

## Životopis
Vystudoval na Yale University, kde získal svůj bakalářský titul, a na Columbia University, kde obdržel magisterský titul a doktorát. V roce 1989 pracoval jako stážista v maďarské sekci Rádia Svobodná Evropa. Do českého prostředí se zapsal především svou prací Budweisers Into Czechs and Germans, ve které popisuje vznik národních identit Němců a Čechů v Českých Budějovicích a věnuje se zde fenoménu lidí, kteří stáli na pomezí těchto identit a které označuje jako Budweisers.

## Dílo
- Budweisers Into Czechs and Germans: A Local History of Bohemian Politics, 1848-1948. Princeton University Press. 2005. ISBN 978-0-691-12234-2.